# Liste der Kulturgüter in Ottenbach
Die Liste der Kulturgüter in Ottenbach enthält alle Objekte in der Gemeinde Ottenbach im Kanton Zürich, die gemäss der Haager Konvention zum Schutz von Kulturgut bei bewaffneten Konflikten, dem Bundesgesetz vom 20. Juni 2014 über den Schutz der Kulturgüter bei bewaffneten Konflikten sowie der Verordnung vom 29. Oktober 2014 über den Schutz der Kulturgüter bei bewaffneten Konflikten unter Schutz stehen.
Objekte der Kategorie A sind im Gemeindegebiet nicht ausgewiesen, Objekte der Kategorie B sind vollständig in der Liste enthalten, Objekte der Kategorie C fehlen zurzeit (Stand: 1. Januar 2022). Unter übrige Baudenkmäler sind weitere geschützte Objekte zu finden, die im Verzeichnis der Objekte von überkommunaler Bedeutung der kantonalen Denkmalpflege zu finden und nicht bereits in der Liste der Kulturgüter enthalten sind.

## Kulturgüter
| Foto |                                                                                      | Objekt                                                         | Kat. | Typ | Standort                          | Beschreibung |
| ---- | ------------------------------------------------------------------------------------ | -------------------------------------------------------------- | ---- | --- | --------------------------------- | ------------ |
| ja   | Datei hochladen · Wikidata zu Turbinenanlage der ehemaligen Weberei Haas (Q20973603) | Weberei Haas mit Turbinenanlage und Heizzentrale KGS-Nr.: 7597 | B    | G   | Muristrasse 31–33 672540 / 236990 |              |

## Übrige Baudenkmäler
| ID         | Foto |                 | Objekt                                                               | Kat.    | Typ | Standort                           | Beschreibung |
| ---------- | ---- | --------------- | -------------------------------------------------------------------- | ------- | --- | ---------------------------------- | ------------ |
| 01100105   | ja   | Datei hochladen | Altes Primarschulhaus (1881)                                         | B reg.  | G   | Schulrain 10 673246 / 237215       |              |
| 01100225   | ja   | Datei hochladen | Seidenstoffweberei Haas, Webereihauptbau (1880)                      | B kant. | G   | Muristrasse 31 672596 / 237016     |              |
| 01100226   | ja   | Datei hochladen | Seidenstoffweberei Haas, Heizzentrale mit Hochkamin                  | B kant. | G   | bei Muristrasse 31 672583 / 236978 |              |
| 01100251   | ja   | Datei hochladen | Wohnhaus, Hausteil 1                                                 | C       | G   | Muristrasse 20 672835 / 237144     |              |
| 01100252   | ja   | Datei hochladen | Wohnhaus, Hausteil 2                                                 | C       | G   | Bickelweg 1 672842 / 237144        |              |
| 01100322   | ja   | Datei hochladen | Gasthof Engel (1700)                                                 | B reg.  | G   | Dorfplatz 1 673046 / 237204        |              |
| 01100337   | ja   | Datei hochladen | Reformiertes Pfarrhaus (1750)                                        | B reg.  | G   | Jonenstrasse 4 673010 / 237297     |              |
| 01100338   | ja   | Datei hochladen | Reformiertes Pfarrhaus, ehemaliges Waschhaus                         | B reg.  | G   | bei Jonenstrasse 4 673025 / 237298 |              |
| 01100339   | ja   | Datei hochladen | Reformierte Kirche                                                   | B kant. | G   | bei Jonenstrasse 4 673055 / 237319 |              |
| 01100423   | ja   | Datei hochladen | Seidenstoffweberei Haas, Magazin, Schopf für Lokomobil               | B kant. | G   | bei Muristrasse 31 672601 / 236965 |              |
| 011WR00070 | ja   | Datei hochladen | Seidenstoffweberei Haas, Wasserkraftanlage, Streichwehr an der Reuss | B kant. | G   | bei Muristrasse 33 672577 / 236956 |              |

Legende: Im Wesentlichen siehe Legende der Liste der Kulturgüter von nationaler und regionaler Bedeutung, mit folgenden Ausnahmen:
- Anstelle der KGS-Nummer wird als Objekt-Identifikator (ID) die Inventarnummer im Verzeichnis der Objekte von überkommunaler Bedeutung des kantonalen Denkmalschutzamtes verwendet.
- Bei den Kategorien wird wie folgt unterschieden: B kant. = Objekt von kantonaler Bedeutung (Kanton Zürich); B reg. = Objekt von regionaler Bedeutung (Kanton Zürich).